# Hvězda 1939–1945
Vyznamenání Hvězda 1939–1945 náleží mezi tzv. britská kampaňová vyznamenání druhé světové války. 

## Podmínky udělení
Zřízena byla 8. července 1943 a udělovala se za operační činnost vykonanou mezi 3. zářím 1939 a 2. zářím 1945.

## Podoba vyznamenání
Vyznamenání má tvar šesticípé hvězdy ze slitiny mědi a zinku o výšce 44 mm, šířce 38 mm a tloušťce 3 mm. Vyznamenání je zavěšeno na stuze o šíři 32 mm v kombinaci barevných pruhů tmavě modré, červené a světle modré barvy, které v tomto pořadí symbolizují britské válečné námořnictvo, armádu a letectvo. 

### Avers
Ve středovém medailonu s mezikružím je umístěn monogram krále Jiřího VI. „GRI VI“, převýšený korunou, která zasahuje do horní části mezikruží. V mezikruží je umístěn opis: THE 1939–1945 STAR. Cípy hvězdy jsou opatřeny středovým žebrem. 

### Revers
Povrch zadní strany je hladký. Pro některé země zadní strana obsahovala vyryté jméno oceněného a matriční číslo.